# Vzhodna Java
Vzhodna Java (indonezijsko Jawa Timur, skrajšano Jatim, javansko Jåwå Wétan) je indonezijska provinca na vzhodu Jave, ki vključuje še otok Madura ter otočja Kangean, Sapudi, Bawean in Masalembu. Na zahodu meji le na Osrednjo Javo, sicer je obkrožena z morjem. Etnično-kulturno prevladajoči skupini sta Javanci in Madurci (na otokih); na zahodu prevladujejo Sundanci.
Provinca je druga najbolj obljudena v Indoneziji (za Zahodno Javo); zadnji uradni podatki za januar 2014 poročajo o 38,529,481 prebivalcih. Prestolnica Surabaja je drugo največje mesto in pomembno industrijsko središče ter pristanišče.